# Pseudonortonia kibonotensis
Pseudonortonia kibonotensis är en stekelart som först beskrevs av Cameron 1910.  Pseudonortonia kibonotensis ingår i släktet Pseudonortonia och familjen Eumenidae.

## Underarter
Arten delas in i följande underarter:
- P. k. rufisquama
- P. k. rufisquama